# Costas del Catalán
Costas del Catalán (el castellà per a Costes del Català), avui Baltasar Brum, va ser una zona geogràfica i històrica del nord-oest de l'Uruguai, ubicada al departament de Salto (avui departament d'Artigas).
Malgrat que no hi ha massa informació pel que fa a l'origen del nom, existeix evidència de població de procedència catalana cap a la segona meitat del segle xix. La zona pren el seu nom de la cuchilla (cadenes de turons, a l'Uruguai) del mateix nom. Es trobava prop a l'Arroyo Catalán.
L'expresident de l'Uruguai, Baltasar Brum Rodríguez, va néixer en aquest lloc, igual que el seu germà Alfeo Brum Rodríguez, que va ser vicepresident del país.